# Odontolabis siva
Odontolabis siva là một loài bọ cánh cứng trong họ Lucanidae.

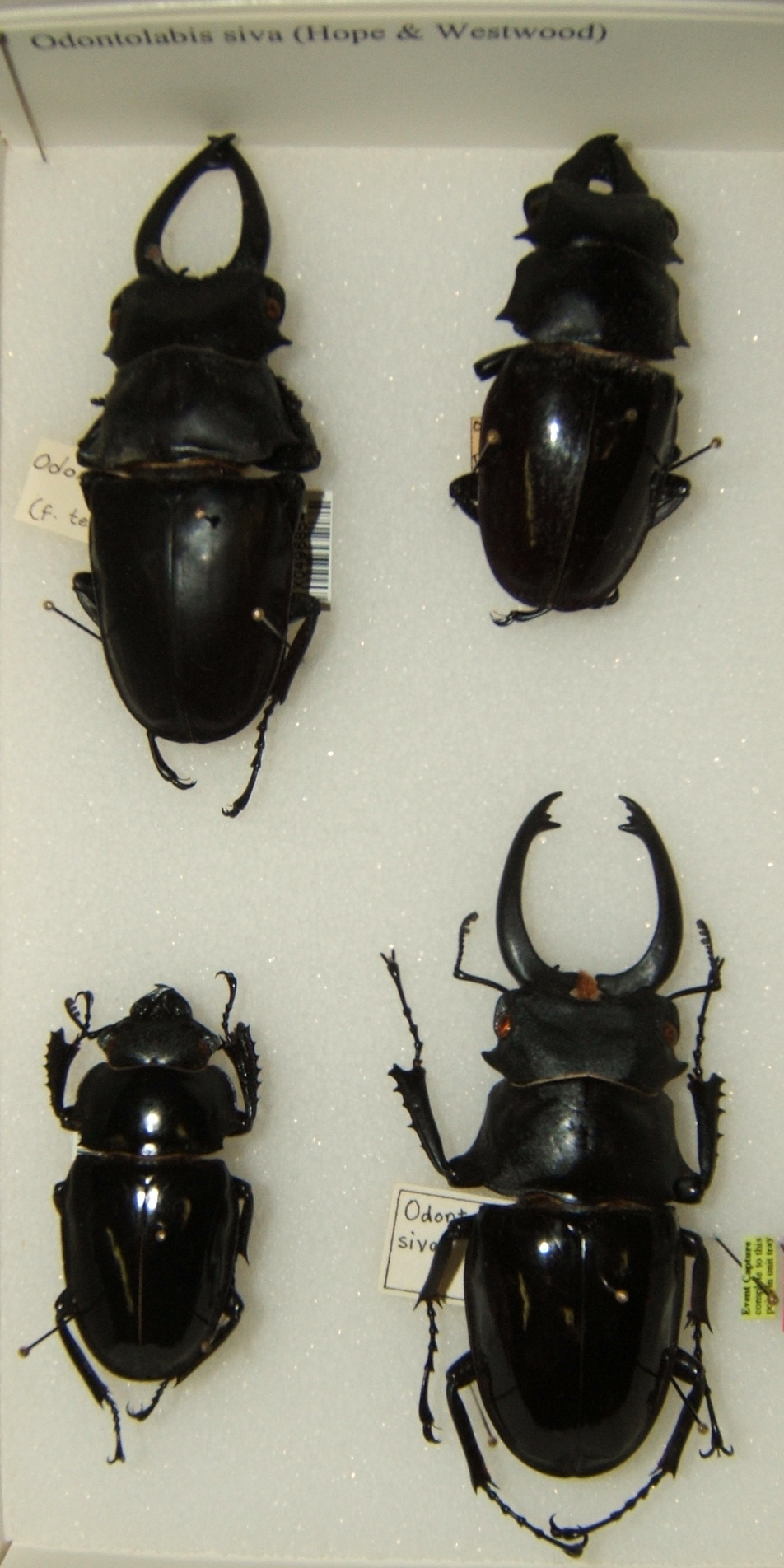

## Monograph
- Lacroix, J.-P., 1984 - The Beetles of the World, volume 4, Odontolabini I (Lucanidae) - Genera Chalcodes, Odontolabis, Heterochtes. Lưu trữ ngày 7 tháng 8 năm 2010 tại Wayback Machine